# Hubert Schmundt

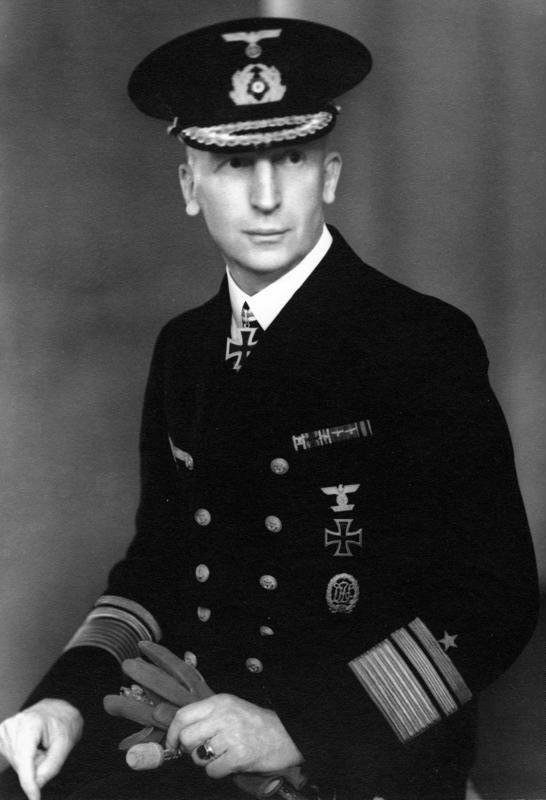
Hubert Schmundt in 1940

Hubert Schmundt (Schweidnitz, 19 september 1888 - Bad Soden am Taunus, 17 oktober 1984) was een Duits admiraal die vocht in de Tweede Wereldoorlog.

## Opleiding
Hij was de zoon van de Pruisische generaal-majoor August Schmundt en zijn vrouw Margarete Fromme.
Schmundt ging op 1 april 1908 bij de Kaiserliche Marine en begon zijn opleiding tot officier op het korvet SMS Charlotte. 
Hij ging naar de school van de Kaiserliche Marine en werd op 10 april 1909 vaandrig.
Hij ging bij het eskader Oost-Azië op de zware kruiser SMS Scharnhorst. 
Op 27 september 1911 werd hij luitenant-ter-zee.
Op 21 september 1912 werd hij officier van een compagnie van de 1e divisie matrozen.
In 1913 ging hij bij het 5e flottielje torpedoboten.

## Eerste Wereldoorlog
Bij uitbraak van de Eerste Wereldoorlog was hij officier van wacht op de torpedoboot SMS S 165. 
Op 19 september 1914 werd hij eerste luitenant.
Hij ontving op 6 oktober 1915 het IJzeren Kruis 1e klasse.
Van 16 november 1915 tot 15 januari 1916 kreeg hij het bevel over de torpedoboot SMS Württemberg (1878). 
Daarna ging hij bij het 3e flottielje torpedoboten als officier van wacht op de torpedoboot SMS S 53 (1915).
Hij ontving op 14 mei 1917 1e klasse en het Friedrich August-Kruis 1e klasse.
Op 2 september 1917 kreeg hij het bevel over torpedoboot SMS V 71 als luitenant van het flottielje. 
Op 28 april 1918 werd hij kapitein-luitenant-ter-zee.

## Interbellum

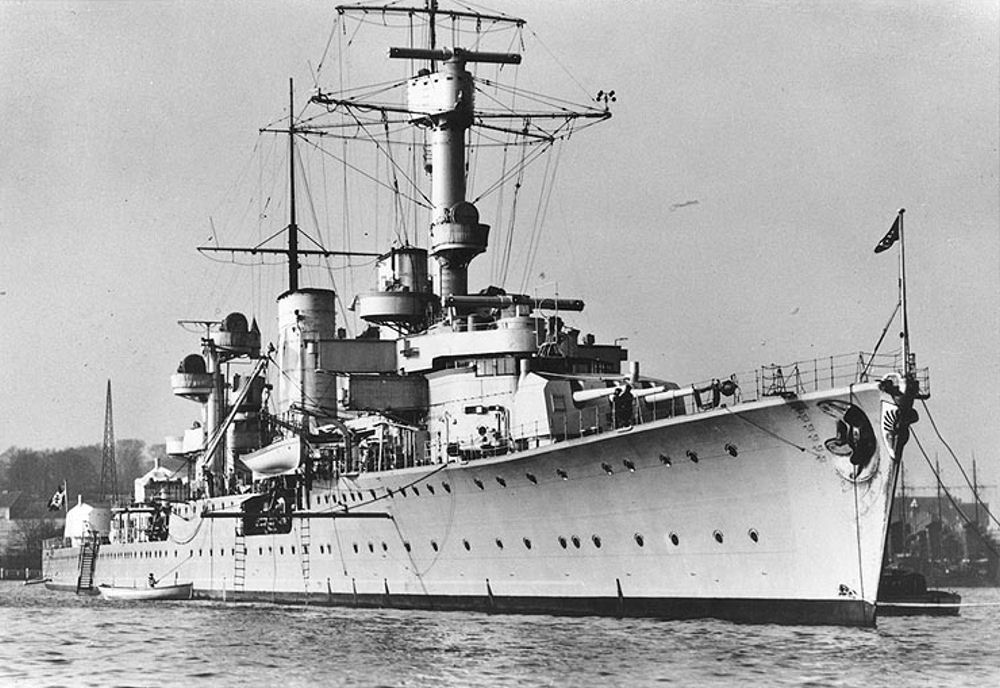
De lichte kruiser Königsberg

Na het einde van de oorlog nam de Reichsmarine hem over en werd hij commandant van de torpedoboot SMS S 18 (1912) en luitenant van het 1e flottielje torpedoboten te Swinemünde.
Op 26 september 1922 ging hij bij de admirale staf van de Reichsmarine op de Oostzee.
Hij was kort bevelhebber van de Reichsmarine op de Noordzee.
Op 15 oktober 1923 was hij bij de staf van de vloot.
Van 13 december 1924 tot 29 september 1927 kreeg hij het bevel over het 2e flottielje torpedoboten. Op 1 april 1927 werd hij korvetkapitein. Hij was eerste officier bij de admirale staf van de zeemacht op de Oostzee.
Op 4 juni 1929 ging hij bij het Ministerie van Landsverdediging te Berlijn.
Vanaf 26 september 1929 was hij adjudant voor de marine van defensieminister Wilhelm Groener. Na dienst ontslag op 30 mei 1932 ging Schmundt bij het vlootcommando en werd er op 28 september 1932 eerste officier van de admirale staf.
Op 1 oktober 1932 werd hij fregatkapitein.
Op 25 september 1934 kreeg hij het bevel over de lichte kruiser Königsberg.
Op 1 oktober 1934 werd hij kapitein-ter-zee. 
Op 21 december 1934 ontving hij het Erekruis voor de Wereldoorlog.
Op 26 september 1935 kreeg hij het bevel over de lichte kruiser Nürnberg. Op 13 oktober 1936 werd hij commandant van de marine school te Mürwik.
Op 1 april 1938 werd hij Konteradmiral.

## Tweede Wereldoorlog

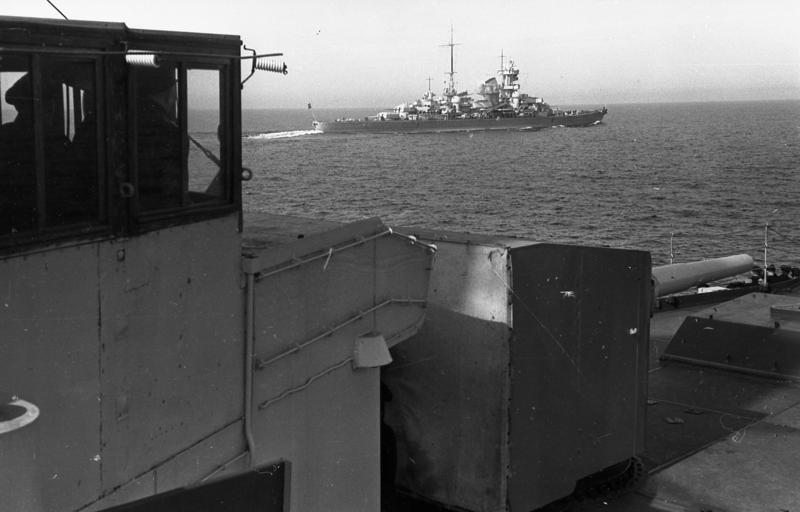
De zware kruiser Blücher vaart tijdens Operatie Weserübung naar Bergen (Noorwegen).

Bij het begin van de Tweede Wereldoorlog was Schmundt op 22 augustus 1939 stafchef van het commando van de marine groep oost.
Van september tot oktober 1939 was hij bevelhebber van de zeemacht in de Bocht van Gdańsk.
Op november 1939 werd hij inspecteur van de marine opleiding te Kiel.
Op 20 december 1939 kreeg hij de Anschlussmedaille.
In april 1940 volgde hij Günther Lütjens op als bevelhebber van de verkenningseenheden.
Van augustus 1940 werd hij bevelhebber van de kruisers.
Van 1 april tot 31 juli 1940 nam Schmundt tijdens Operatie Weserübung met 3e groep marineschepen Bergen in.
Hij had de lichte kruiser Köln als vlaggenschip en leidde de Königsberg, de Bremse, de torpedoboot tender Carl Peters en torpedoboten Wolf en Leopard en kleinere marineschepen.
Hij ontving daarvoor op 14 juni 1940 het Ridderkruis bij zijn IJzeren Kruis.
Daarna werd hij bevelhebber van de kruisers.
Op 1 september 1940 werd hij viceadmiraal.
Vanaf 15 oktober 1941 was Schmundt admiraal voor de Noordzee.
Van 1941 tot 1942 was hij commandant van de marine in het noorden van Noorwegen.
Hij leidde Operatie Wunderland. 
Hij ontving op 25 maart 1942 de Orde van het Vrijheidskruis (Finland)
Op april 1942 werd hij admiraal.
Op 31 augustus 1942 werd hij chef marine wapens in het Oberkommando der Marine.
Van 9 maart 1943 tot februari 1944 was hij opperbevelhebber van het commando van de marine voor de Oostzee. 
Schmundt ging op 1 maart 1944 in de reserve van de Opperbevelhebber van de Kriegsmarine en ging op 31 mei 1944 uit dienst.
Van 8 mei 1945 tot maart 1947 was Schmundt krijgsgevangene van de Britten.